# Epilobium udicolum
Epilobium udicolum är en dunörtsväxtart som beskrevs av Haussk.. Epilobium udicolum ingår i släktet dunörter, och familjen dunörtsväxter. Inga underarter finns listade i Catalogue of Life.